# Ботоланский язык
Ботолан — один из самбальских языков. Распространён в филиппинской провинции Самбалес, главным образом в муниципалитетах Ботолан и Кабанган. Количество носителей — 32 867 человек (SIL 2000). Довольно устойчивое положение, используется во всех сферах жизни и всеми возрастными группами.

## Фонетика
В ботоланском языке 20 фонем: 16 согласных и 4 гласных.

### Гласные звуки
- /a/ неогубленный гласный переднего ряда нижнего подъёма
- /e/ неогубленный гласный переднего ряда средне-верхнего подъёма
- /i/ неогубленный гласный переднего ряда верхнего подъёма
- /u/ (пишется как ‘o’) огубленный гласный заднего ряда верхнего подъёма

5 основных дифтонгов: /aɪ/, /uɪ/, /aʊ/, /ij/ и /iʊ/.

### Ударение
Ударение играет смыслоразличительную функцию: púsu ‘цветок банана’, pusú ‘сердце’. При добавлении суффикса ударение сдвигается на один слог: tambáy + -an = tambayán ‘помощь’

## Пример текста
Отче Наш (Евангелие от Матфея)
Tatay nawen ya anti ha katatag-ayan,

Hay ngalan mo ay igalang dayi nin kaganawan.

Andawaten nawen ya tampol kayna dayin mag-arí.

Mangyari dayi ya kalabayan mo bayri ha babon lotá

Bilang ombayro ha katatag-ayan.

Hapa-eg ay biyan mo kayin pamamangan ya

angka-ilanganen nawen.

Patawaren mo kayi ha kawkasalanan

nawen bilang pamatawad nawen ha

nakapagkasalanan konnawen.

Agmo kayi biyan ma-irap ya pagsobok boy

ipakarayó mo kayi koni Satanas.

### Числительные
Miha — 1, lowa — 2, tatlo — 3, apat — 4, lima — 5, anem — 6, pito — 7, walo — 8, siyam — 9, mapò — 10,
magato — 100, lowanggato — 200, libo — 1000.